# 藤原泰衡
藤原 泰衡（ふじわらの やすひら、久寿2年〈1155年〉? - 文治5年9月3日〈1189年10月14日〉）は、平安時代末期、鎌倉時代初期の武将。奥州藤原氏第4代（最後）の当主。藤原秀衡の嫡男（次男）。兄（庶長兄、異腹の兄）に国衡、弟に忠衡、高衡、通衡、頼衡がいる。

## 生涯

### 母太郎、当腹太郎（当腹の太郎）
奥州藤原氏3代当主・藤原秀衡の次男として生まれる。母は陸奥守・藤原基成の娘。異母兄の国衡は「父太郎」「他腹之嫡男」と称されたのに対し、正室を母とする泰衡は「母太郎」「当腹太郎（当腹の太郎）」と呼ばれ、嫡男として扱われた（『愚管抄』）。『玉葉』文治4年（1188年）1月9日条には秀衡の次男であるにもかかわらず、「太郎」と記述されている。秀衡正室所生の子は何人かいたか、もしくは泰衡のみだったのかは正確には不明だが、秀衡の6人の息子（男子）の中で泰衡が正室の長男だったと推測できる。

### 秀衡の死と遺言
文治3年（1187年）10月29日、秀衡の死去を受けて泰衡が家督を相続する。父秀衡は死の直前、源頼朝との対立に備え、平氏滅亡後に頼朝と対立し平泉へ逃れて秀衡に庇護されていた頼朝の弟源義経を大将軍として国務せしめよと遺言して没した。
『玉葉』（文治4年正月9日条）によると、秀衡は国衡・泰衡兄弟の融和を説き、国衡に自分の正室を娶らせ、各々異心無きよう、国衡・泰衡・義経の三人に起請文を書かせた。義経を主君として給仕し、三人一味の結束をもって、頼朝の攻撃に備えよ、と遺言したという。これは兄弟間なら対立・抗争がありうるが、親子は原則としてそれはありえないので、対立する国衡と泰衡を義理の父子関係にし、後家として強い立場を持つことになる藤原基成の娘を娶らせることで国衡の立場を強化し、兄弟間の衝突を回避したものと考えられる。

### 頼朝の圧力と一族の相克
文治4年（1188年）2月と10月（あるいは11月）に頼朝は朝廷に宣旨を出させて泰衡と基成に義経追討を要請する。『尊卑分脈』の記述によると、この年の12月に泰衡が自分の祖母（秀衡の母）を殺害したとも取れる部分がある。翌文治5年（1189年）1月、義経が京都に戻る意志を書いた手紙を持った比叡山の僧・手光七郎が捕まるなど、再起を図っている。2月15日、泰衡は末弟の頼衡を殺害している（『尊卑分脈』）。2月22日、鎌倉では泰衡が義経の叛逆に同心しているのは疑いないので、鎌倉方から直接これを征伐しようと朝廷に一層強硬な申し入れが行われた。2月9日に基成・泰衡から「義経の所在が判明したら、急ぎ召し勧めよう」との返書が届くが頼朝は取り合わず、2月、3月、4月と執拗に奥州追討の宣旨を要請している。閏4月に院で泰衡追討の宣旨を出す検討がなされた。
ついに屈した泰衡は閏4月30日、従兵数百騎で義経の起居していた衣川館を襲撃し、義経と妻子、彼の主従を自害へと追いやった。同年6月13日、泰衡は義経の首を酒に浸して鎌倉へ送り恭順の意を示した。しかし頼朝はこれまで義経を匿ってきた罪は反逆以上のものとして泰衡追討の宣旨を求めるとともに全国に動員令を発した。6月26日、泰衡は弟の忠衡を義経に同意したとして殺害している（『尊卑分脈』の記述によれば、忠衡の同母弟とされる通衡も共に殺害している）。泰衡は義経の首を差し出すことで平泉の平和を図ったが、頼朝は逆に家人の義経を許可なく討伐したことを理由として、7月19日に自ら鎌倉を出陣し、大軍を以って奥州追討に向かった。

### 奥州合戦での敗北
泰衡は鎌倉軍を迎え撃つべく総帥として国分原鞭楯を本営としていたが、8月11日、阿津賀志山の戦いで総大将の国衡が敗れると、平泉を放棄して中心機関であった平泉館や高屋、宝蔵などに火を放ち北方へ逃れた。8月21日、平泉は炎上し華麗な邸宅群も百万の富も灰燼に帰した。平泉軍はわずか3日程度の戦いで敗走し、以降目立った抗戦もなく、奥州藤原氏の栄華はあっけなく幕を閉じた。22日夕刻に頼朝が平泉へ入ると、主が消えた家は灰となり、人影もない焼け跡に秋風が吹き抜ける寂寞とした風景が広がっていたという。唯一焼け残った倉庫には莫大な財宝や舶来品が積み上げられており、頼朝主従の目を奪っている。
8月26日、頼朝の宿所に泰衡からの書状が投げ込まれた。『吾妻鏡』によると、以下のような旨が書かれていたという。「義経の事は、父秀衡が保護したものであり、自分はまったくあずかり知らないことです。父が亡くなった後、貴命を受けて（義経を）討ち取りました。これは勲功というべきではないでしょうか。しかるに今、罪もなくたちまち征伐されるのは何故でしょうか。そのために累代の在所を去って山林を彷徨い、大変難儀しています。両国（陸奥と出羽）を（頼朝が）沙汰される今は、自分を許してもらい御家人に加えてほしい。さもなくば死罪を免じて遠流にしていただきたい。もし御慈悲によってご返答あれば、比内郡の辺に置いてください。その是非によって、帰還して参じたいと思います。」

### 最期
頼朝は泰衡の助命嘆願を受け容れず、その首を取るよう捜索を命じた。泰衡は、夷狄島へ逃れるべく北方へ向かい、数代の郎党であった河田次郎を頼りその本拠である比内郡贄柵（現秋田県大館市）に逃れたが、9月3日に次郎に裏切られ、殺害された。享年35。
6日、次郎は泰衡の首を頼朝に届けたが、頼朝は「譜第の恩」を忘れた行為は八虐の罪に当たるとして次郎を斬首した。泰衡の首は前九年の役の故実にならい、眉間に八寸の鉄釘を打ち付けて柱に懸けられた。泰衡の首は間もなく平泉に戻されて近親者の手により、黒漆塗りの首桶に入れられ、父・秀衡の眠る中尊寺金色堂の金棺の傍らに納められた。
なお、頼朝は奥州藤原氏や義経の怨念を鎮めるために鎌倉に永福寺を建立したが、現在は廃寺になっている。この寺を巡っては『吾妻鏡』宝治2年（1248年）2月5日条に、北条時頼が「頼朝は自らの宿意で義経・泰衡を討ったもので、彼らは朝敵ではない」として寺の修繕を急かす霊夢を見たことが記されており、少なくとも『吾妻鏡』が編纂されたと推測される永仁年間から嘉元年間（1293年～1306年）の執権北条貞時の頃には、泰衡（や義経）の名誉が回復されていたことを示している。

## 子孫
『吾妻鏡』文治5年11月8日条に泰衡幼息の行方を追っている記述があるが、その後の消息は不明。頼朝の子（のちの頼家）と同名（万寿）のため、改名するよう命が出されている。
泰衡の子としては時衡、秀安、泰高（康高、万寿、万寿丸）の3人がいたとされる。
時衡は「岩手県史」の記述によれば、父泰衡とともに討たれており、妻子の存在は確認できない。
秀安の子孫に関しては、「岩手県史」に載せられている「阿部藤原氏系譜」によれば、長男・秀宗は承久3年（1221年）に子がなく没した（享年22）。次男・良衡（1204年 - 没年不明）は安倍頼久の娘・佐和子を正室とし、信衡（1240年 - 没年不明、通称:藤原左司馬）を儲けた。信衡は安倍安助の娘を娶り、頼衡（1278年 - 没年不明、通称:藤原久馬）が生まれた。頼衡は安倍安兵衛の娘・市子を正室とし、孝衡（生没年不詳）を儲けた。この孝衡の代から安倍氏（阿部氏）を称するようになったという。孝衡の子には朝衡（1335年 - ?、通称・安倍五郎）があり、その子で孝衡の孫に秀政（1358年 - 没年不明、通称:安倍権六郎）がいたという。以下、孝晴、孝明と子孫は近世に続いたという。つまり、「阿部藤原氏」の系譜は以下のようになる。ただし、「岩手県史」以外にこの系譜に関する記録物は発見されていない。
泰衡-秀安-良衡-信衡-頼衡-孝衡-朝衡-秀政（延文年間）-孝晴-孝明
泰高（康高、万寿、万寿丸）の事績に関しては、庄内の郷土史を研究している土岐田正勝の「最上川河口史」によると、泰衡の子万寿は、酒田に逃れてきた当時10歳に満たなかったそうで、元服するまで徳尼公（泰衡の生母）の元にいた。そして、「その後泰高と名乗り、家来数人とともに津軽の外ケ濱に行き、『牧畑』を開拓した。やがて泰高は京都に出て、平泉藤原家再興を企図したがならず、紀州日高郡高家庄の熊野新宮領に定住した。その子孫が南北朝の天授3年(1377年）瀬戸内海の因島に移り住み、『巻幡（まきはた）』姓を名乗っている」という伝承が残っている。
だが、時衡・秀安・泰高はいずれも同時代史料では確認できないうえに、『愚管抄』や『吾妻鏡』といった後世の編纂物にも記述はなく、実在したかは疑わしい。

## 泰衡の首
金色堂に納められた泰衡の首については、長年、忠衡のものと考えられ、首桶が入れられていた木箱にも「忠衡公」と記されていた。1950年（昭和25年）の開棺調査にて、死因については斬首されたということで間違いはないが、その首には16箇所もの切創や刺創が認められた。なかでも眉間と後頭にある直径約1.5cmの小孔が18cmの長さで頭蓋を貫通した傷跡があり、八寸（24cm）の釘を打ち付けたとする『吾妻鏡』の記述と一致することから、忠衡のものではなく泰衡のものであると判明した。他にも右側頭部に刀傷とみられる深い傷があり、頭や顔に多数の切創や刺創があった。これらの創から、首を刎ねるために太刀を7回振り下ろし、5回失敗して最後の2回で切断され、釘打ちの刑に処された上で晒し首にされたと推定されている。また、鼻と耳を削がれ、眉間から鼻筋を通り上唇まで切り裂かれた痕跡が確認された。保存状態は良く、顔は丸顔、豊頬で若々しく、父に似て鼻筋が通り頑丈な顔立ちであったという。
歯の状態は正常で、レントゲン検査から第三大臼歯（親知らず）の歯根が形成途中だった（智歯の遠心根の尖端が石灰化されていないが、通常、歯冠が完成するのは12歳 - 16歳、萌出は17 - 21歳、歯根は18歳 - 25歳で完成するという）ことが判明し、没年齢は推定20 - 30歳代、もしくは25歳と推定されている。また、23 - 30歳、切歯の摩耗度合いからみると30歳程度（前後）とも推定された。一方、頭蓋骨は20代半ばと30代半ば両方の特徴を有するという見解も出されている。この事実から、『吾妻鏡』吉川家本に記されている25歳没説と北条本に記されている35歳没説の両方が無視できないことになり、確証されていない。しかし、忠衡が23歳で没したという『吾妻鏡』の記録から、それ以上の年齢に達していたことは間違いないとされる。
首には縫合した跡が見られ、近親者と考えられる人物により手厚く葬られていた。このような誤伝がなされていたのは、義経の「判官贔屓」の影響とされる。つまり、「父の遺言を守り悲劇の英雄・義経を支持した弟・忠衡こそ、真の4代目たるべし」という心情である。また、逆賊（謀反人）の汚名を被った泰衡が鎌倉軍が管理していた金色堂に納められるわけがないという長年受け継がれてきた思い込みからの推測も理由として挙げられる。研究者の間では謀反人である泰衡が葬られることを近親者（樋爪俊衡・季衡兄弟との推測がある）が憚ったため、首の主を「忠衡」ということにしたという憶測もある。
また、泰衡の高祖父にあたる藤原経清の首であるとの伝承もあった。

## 中尊寺ハス

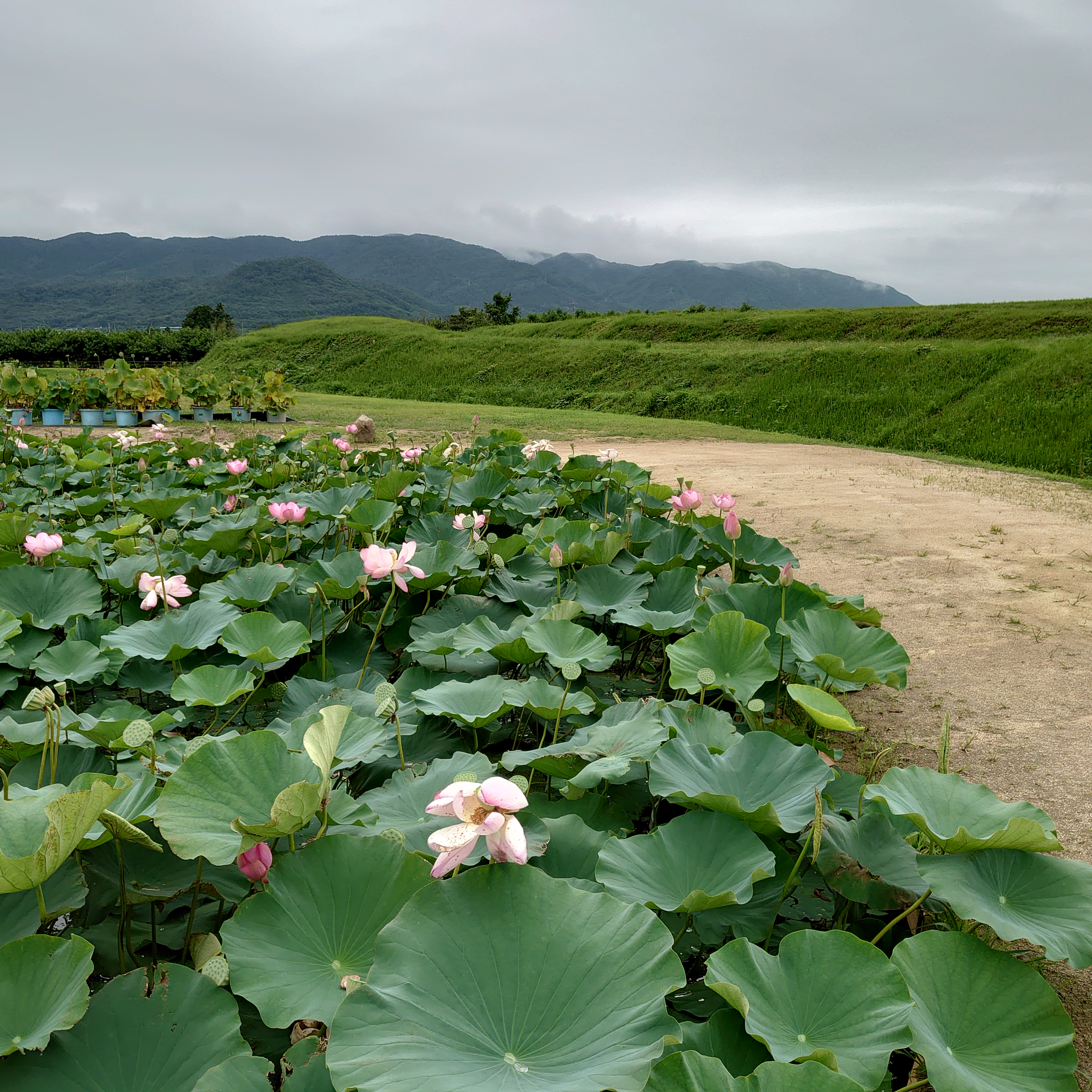
あつかし千年公園の中尊寺蓮池と阿津賀志山防塁(2021年8月撮影)

開棺調査において、泰衡の首桶から100個あまりのハスの種子が発見された。種子はハスの権威であった大賀一郎に託されたが発芽は成功せず、その後1995年に大賀の弟子にあたる長島時子が発芽を成功させた。泰衡没から811年後、種子の発見から50年後にあたる2000年には開花に至り、ハスの花は中尊寺の讃衡蔵に保存された。中尊寺ではこのハスを「中尊寺蓮」と称し境内の池に栽培している。

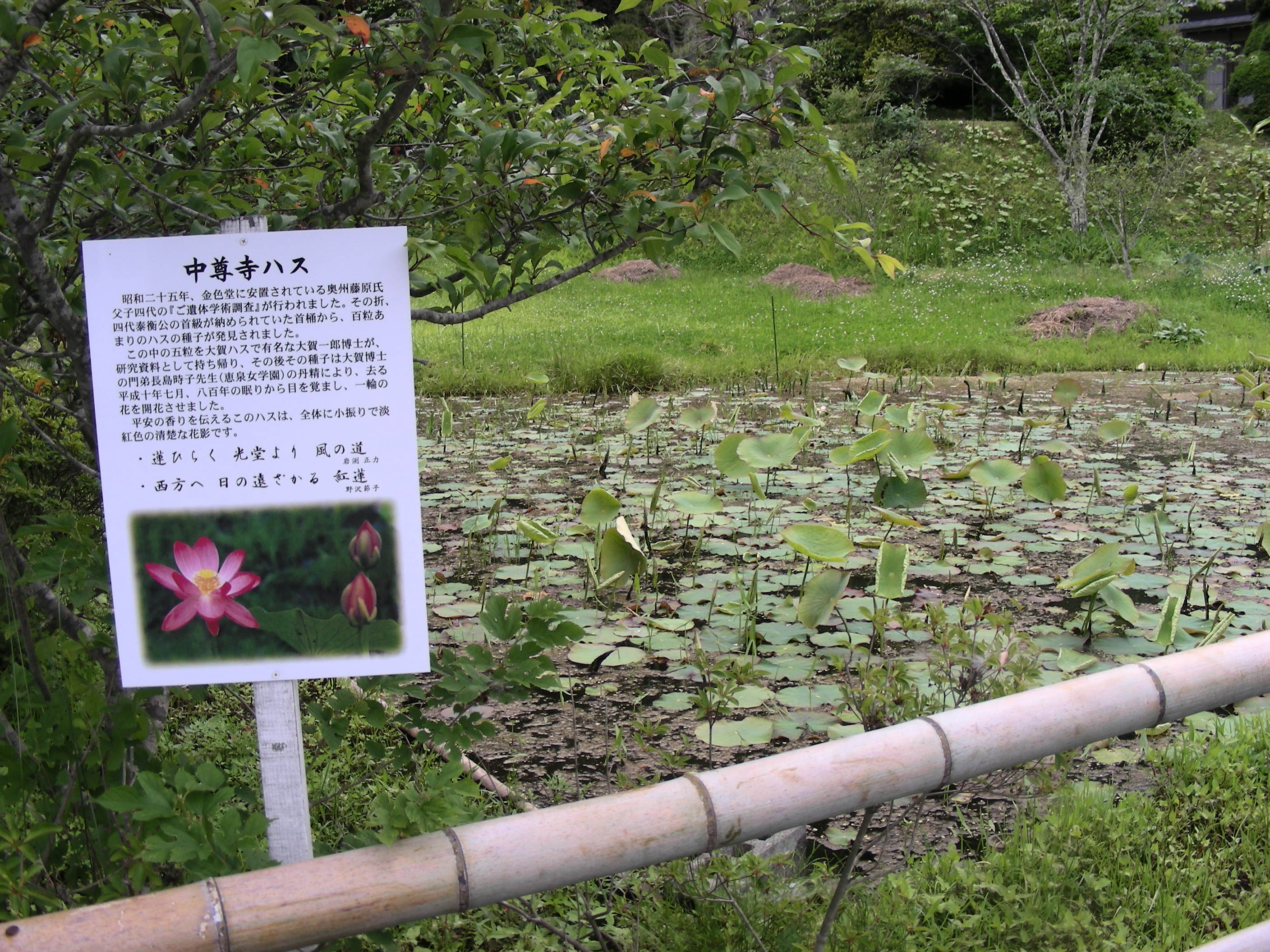
中尊寺のハス池（2008年6月上旬）

また、泰衡と縁の深い福島県伊達郡国見町では中尊寺蓮を譲り受け、西大枝地区にハス池を作った。2021年に周辺が公園として整備され、「あつかし千年公園」となった。

## その他
泰衡は、「伊達次郎」と称していたということから、福島県北部の伊達地域との関わりも考えられる。伊達郡に隣接する信夫郡は奥州藤原氏と関連の深い佐藤氏が支配していた。佐藤氏は奥州藤原氏と同じ秀郷流藤原氏で、秀衡の頃の当主基治は秀衡のいとこの乙和子姫を妻にしていたとされ、また乙和子姫の娘は泰衡の弟・忠衡に嫁いだという。そのような奥州藤原氏と強固な関係を持った佐藤氏の支配地に隣接する伊達地域は、文治5年（1189年）の奥州合戦の折に泰衡が長大な防塁を築いた地域でもある。泰衡がこの地域を直接統治していたという証拠はないが、奥州藤原氏の影響力の強い地域だったことは窺える。
また、文治5年9月3日に泰衡が秋田で討たれ、首のない遺体はその死を憐れんだ贄柵周辺の住民たちによって錦の直垂に大切に包まれて埋葬され「錦様」と呼ばれるようになり、その場所に泰衡の墓石を御神体として祀る錦神社が建てられた。それから泰衡の後を追ってきた泰衡の妻・北の方が夫の死を知って嘆き悲しんだ末に同年9月7日に自害し亡くなった場所に夫人を憐れんだ里人によって西木戸神社が建てられた（夫人のために五輪の塔を祀ったといわれている）。